# Steve Zimmerman
Steve Zimmerman (Chicago, 4 giugno 1962) è un batterista statunitense, noto per aver fatto parte della band progressive metal Fates Warning..

## Carriera
Steve Zimmerman è il primo batterista dei Fates Warning, nonché uno dei membri fondatori della band americana; presente in formazione sin da quando si chiamavano Misfit.
Con i Fates Warning ha pubblicato quattro album, contribuendo anche alla composizione della musica - con Matheos, Aresti e DiBiase - delle canzoni Silent Cries e Shades of Heavenly Death presenti su No Exit. Durante la scrittura di Perfect Symmetry, si crearono delle tensioni tra Zimmerman e gli altri membri della band, a causa della direzione musicale intrapresa, che portarono alla sua definitiva uscita. Al suo posto, subentrò Mark Zonder dei Warlord.
Fatta eccezione per un breve periodo del 1995 con il gruppo progressive metal Image Beyond, i quali registrarono un solo demo, Steve Zimmerman è tornato in attività solo dal 2005; fondando una nuova band, gli Enemy Remains (i quali, dopo un breve periodo come Divided Silence, tornano al nome originale). Con essi, ha registrato due album autoprodotti.
Nel 2016, ha preso parte ai due show speciali per celebrare il trentennale di Awaken the Guardian, tenutisi al festival Keep It True XIX in Germania e al festival ProgPower XVII negli Stati Uniti d'America, in cui i Fates Warning hanno riproposto dal vivo, per intero, il classico del 1986 con la formazione originale. Tali eventi sono stati successivamente immortalati nell'album Awaken the Guardian Live.

## Discografia

### Con i Fates Warning
- 1984 - Night on Bröcken
- 1985 - The Spectre Within
- 1986 - Awaken the Guardian
- 1988 - No Exit

### Con gli Enemy Remains
- 1984 - Two Faces Two Minds
- 1985 - No Faith in Humanity